# Paul Touvier
Paul Touvier (* 3. April 1915 in Saint-Vincent-sur-Jabron, Département Alpes-de-Haute-Provence; † 17. Juli 1996 in Fresnes, Département Val-de-Marne) war ein französischer Polizist, der aufgrund seiner Kollaboration mit den Deutschen bei der Judenverfolgung wegen Verbrechen gegen die Menschlichkeit verurteilt wurde.

## Leben
Touvier stammte aus einer streng katholischen Familie aus Savoyen. Mit 16 Jahren verließ er die Institution Saint-François-de-Sales, um Expeditionskaufmann bei PLM in Ambérieux zu werden. Bereits am Vorabend des Zweiten Weltkrieges verwitwete Touvier früh. In der 8. Nordafrikanischen Infanteriedivision nahm er am Zweiten Weltkrieg teil, war aber bei der Bombardierung Château-Thierrys flüchtig. Als er 1940 nach Chambéry zurückkehrte, war dies von italienischen Truppen besetzt.
Da er mit den Ideen von Marschall Philippe Pétain, dem Regierungschef von Vichy-Frankreich, sympathisierte, trat er der Légion française des combattants (dt. französische Kriegsveteranenlegion) bei, die 1941 von Joseph Darnand in den Service d’ordre légionnaire (deutsch: Ordnungsdienst der Legion) und 1942 die Milice française überführt wurde. Die Milice française war eine mit den deutschen Besatzern kollaborierende Miliz des Vichy-Regimes, die sich der Verfolgung der eigenen Landsleute, der Partisanen der Résistance widmete.
In der Milizschule in Uriage wurde Touviers Fähigkeit als Polizist entdeckt. Schnell stieg er auf, wurde Chef der Miliz in der Region, der zehn Départements zugeordnet waren. Bald war ihm auch die politische Polizei unterstellt. Er ordnete die Judenverfolgung und die Repressionsmaßnahmen gegen die Résistance an. Der Judenmord war ihm ein persönliches Anliegen. Später wurde Touvier an die Spitze des Geheimdienstes bei der Milice in Chambéry unter der Leitung des Gestapochefs von Lyon, Klaus Barbie, berufen, verhörte Verhaftete, dirigierte Razzien, leitete die Infiltration der Résistance, stahl das Vermögen der Deportierten und wurde im Januar 1944 Nummer zwei der Regionalverwaltung des Vichy-Regimes. Am 29. Juni 1944 befahl er die Ermordung von sieben jüdischen Geiseln in Rillieux-la-Pape, um Rache zu nehmen für den Tod des Kollaborateurs Philippe Henriot.
Gegen Ende der deutschen Besatzung suchte Touvier häufig den Abt Stéphane Vautherin auf, der die Kollaboration gewählt hatte. Nach der Befreiung Frankreichs durch die Alliierten tauchte Touvier im September 1944 unter und führte zeitweilig den Decknamen „Trichet“. Am 10. September 1946 wurde er in Abwesenheit durch den Französischen Gerichtshof mit Zuständigkeit für Verrat in Lyon zum Tode verurteilt. Das gleiche Urteil wurde am 4. März 1947 vom Gerichtshof in Chambéry verhängt. 1947 wurde er in Paris bei dem Versuch eines bewaffneten Raubüberfalls auf eine Bäckerei verhaftet. Beim Verhör plauderten seine Freunde, unter ihnen Vautherin, seine beiden Todesurteile aus. Daraufhin wurde Touvier zur Exekution nach Lyon transportiert, konnte aber entkommen. Über mehrere Kirchen und Klöster gelang es ihm, unterzutauchen, bis sich seine Spur verlor. Im August 1947 heiratete er im Geheimen, getraut vom Gefängnispfarrer Pierre Duben. Das Paar bekam 1948 ein Mädchen und 1950 einen Jungen. In den 1950er Jahren verbarg sich Touvier unter falschem Namen am Sitz seiner Familie in Chambéry. Als erneut Gefahr drohte, tauchte er wiederum in verschiedenen Klöstern Savoyens unter. 1959 begegnete er auch Jacques Brel.
1966 verjährte sein Todesurteil nach 20 Jahren. Im Auftrag von Jean-Marie Villot, des Erzbischofs von Lyon bemühten sich seine Anwälte um eine Begnadigung bzw. Aufhebung des lebenslangen Verbots, das Land zu verlassen, und der mit seinem Todesurteil verbundenen Konfiskation seines Vermögens. Als Präsident Georges Pompidou ihn im November 1971 begnadigte, löste dies einen Aufschrei der öffentlichen Empörung aus, insbesondere nachdem ans Tageslicht kam, dass er das meiste des von ihm beanspruchten Vermögens tatsächlich von deportierten Juden geraubt hatte.
Am 3. Juli 1973 wurde eine Klage gegen Touvier beim Gericht in Lyon wegen Verbrechen gegen die Menschlichkeit von Georges Glaeser und Rosa Vogel, geb. Eisner, eingereicht. Glaeser beschuldigte Touvier, den Befehl zur Ermordung von sieben jüdischen Geiseln in Rillieux-la-Pape in der Nähe Lyons am 29. Juni 1944 als Vergeltung für den tödlichen Anschlag auf Philippe Henriot, den Propagandaminister des Vichy-Regimes, erteilt zu haben. Nach Eröffnung der Anklage verschwand Touvier wieder. Er fand unter anderem in der Benediktinerabtei Fontgombault Unterschlupf. Jahre rechtlicher Auseinandersetzungen seiner Anwälte verschafften ihm Zeit, bis am 27. November 1981 ein Haftbefehl gegen ihn erlassen wurde. Erst am 24. Mai 1989 wurde Touvier in seinem Versteck, einer Priorei der Piusbruderschaft in Nizza, gefunden. Nach seiner Festnahme kam ans Licht, dass rechtsradikale katholische Priester insbesondere in der Region Lyon ihm seit Jahren geholfen hatten. Touvier verfügte über Ausweispapiere auf den Namen „Paul Perthet“ unter der Adresse des Erzbischofs von Lyon, hatte seine Verstecke bis hinauf zum Département Pas-de-Calais häufig gewechselt und war auf die Finanzierung rechtskatholischer Kreise angewiesen, die sich „Chevaliers de Notre-Dame“ nannten. Der Aufmerksamkeit des Gendarmerieoffiziers Jean-Louis Recordon war dies nicht entgangen. Er verfolgte die Spur des Geldes und erhielt richterliche Genehmigungen zur Telefonüberwachung, die letztlich zur Ergreifung Touviers nach einer abenteuerlichen 43-jährigen Flucht führten.
Neben der Anklage wegen Mordes an sieben jüdischen Bürgern wurde Touvier verdächtigt, eine wichtige Rolle bei der Exekution des prominenten Menschenrechtsaktivisten Victor Basch und seiner Frau Hélène gespielt zu haben sowie an der Deportation anderer jüdischer Mitbürger beteiligt gewesen zu sein. Während der zwei folgenden Jahre, in denen Touvier in Haft saß, wurden 20 weitere Anklagen von Individuen und Vereinigungen gegen ihn eingereicht.
Touvier wurde im Juli 1991 vorläufig auf freien Fuß gesetzt. Sein Prozess wegen Komplizenschaft bei Verbrechen gegen die Menschlichkeit begann am 17. März 1994. Eine Jury von neun Geschworenen erkannte am 20. April auf schuldig, und er wurde zu lebenslanger Haft verurteilt. Seine Berufung wurde 1995 vom Gericht abgelehnt.
Am 17. Juli 1996 starb Touvier an Prostatakrebs im Krankenhaus des Gefängnisses Fresnes bei Paris. Seine Beerdigung wurde in der Pariser Kirche Saint-Nicolas-du-Chardonnet von Priestern der Priesterbruderschaft St. Pius X. zelebriert.
Der Roman The Statement (deutscher Titel: Hetzjagd) von Brian Moore basiert lose auf dem Geschehen. Das Buch wurde 2003 mit Michael Caine in der Rolle des Kollaborateurs Pierre Brossard verfilmt.